# Erstes Konzil von Lyon

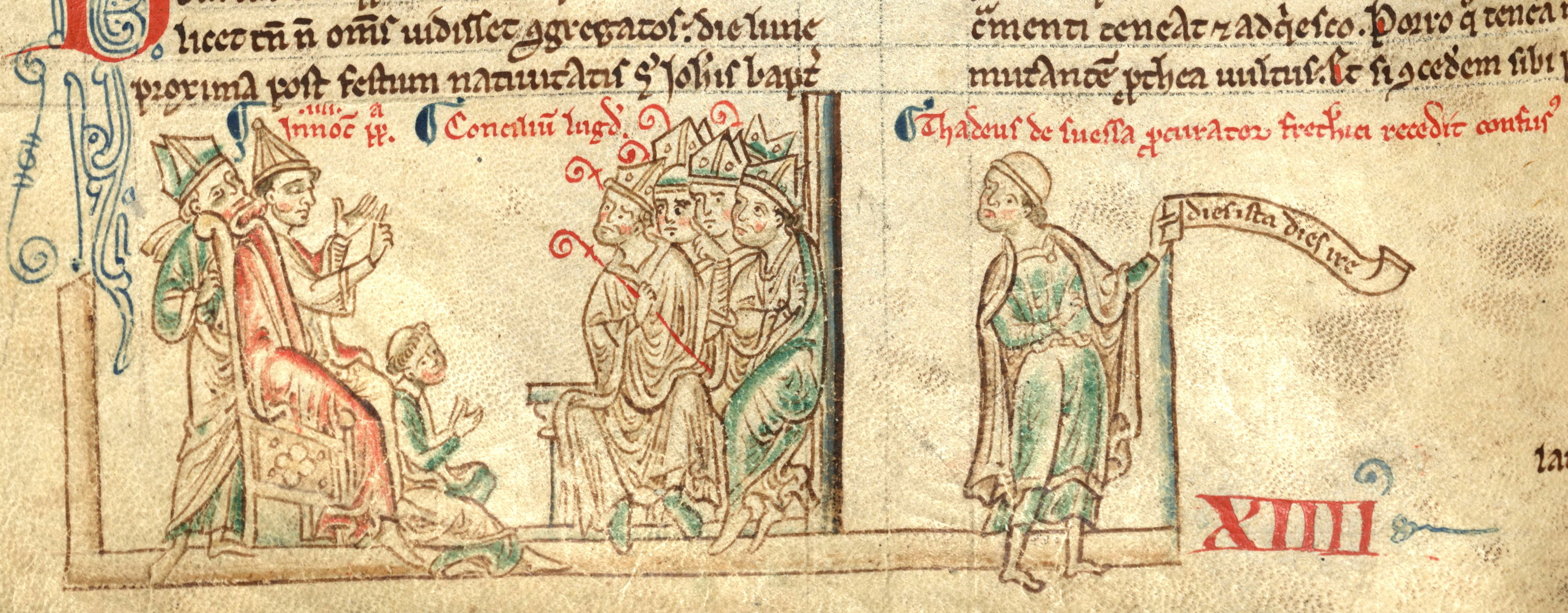
Das Erste Konzil von Lyon (1245) (Miniatur aus: Matthaeus Parisiensis, Chronica maiora II, fol. 187v) / Szenen: Taddeo da Sessa verlässt das Konzil (re.) nach der Absetzung Kaiser Friedrichs II. durch Papst Innozenz IV. (li.). Die Bildunterschrift über Taddeos Kopf lautet: Thadeus de Suessa Prokurator Fretherici recedit confusus (Thadeus von Suessa, Friedrichs Anwalt, geht verwirrt.) Auf seiner Schriftrolle steht: Dies ista dies irae („Dieser Tag ist ein Tag des Zorns“), ein Zitat aus der berühmten Sequenz der Totenmesse.

Das Erste Konzil von Lyon  (lat. Concilium Lugdunense I) wurde von Papst Innozenz IV. auf den 24. Juni 1245 einberufen und am 28. Juni 1245 in Lyon eröffnet. Die Teilnehmerzahl war wohl etwas geringer als von Innozenz erwartet (ca. 150 Bischöfe).
Im Zentrum dieses Konzils stand die Absetzung Friedrichs II. als Kaiser und König. Es war der dramatische Höhepunkt im Kampf zwischen Friedrich und dem Papsttum. Nach der zweiten Exkommunikation durch Gregor IX. 1239 und dessen Tod 1241 hatte der Kaiser seine Hoffnungen in den neuen Papst gesetzt. In der Sache unterschied sich die Überzeugung des neuen Papstes Innozenz IV. jedoch nicht von der des alten. Wahrscheinlich hatte Innozenz spätestens seit seiner überraschenden Flucht aus Rom am 29. Juni 1244 die Absetzung Friedrichs geplant, da ihm an einer Einigung mit dem Kaiser nichts mehr lag.
Thaddaeus von Sessa, ein langjähriger Vertrauter des Kaisers und dessen Vertreter auf dem Konzil, nutzte bereits die erste Gelegenheit, um ein letztes Friedensangebot Friedrichs zu unterbreiten. Innozenz reagierte mit Misstrauen und Ablehnung: Zu viel habe Friedrich schon versprochen und nicht gehalten, soll er ausgerufen haben. Es werde ihm nicht mehr gelingen, das Urteil des Konzils abzuwenden. Walter von Ocre wurde nach Verona zu Friedrich geschickt und bekam von Innozenz 20 Tage Zeit um in kaiserlicher Begleitung oder wenigstens mit kaiserlichen Weisungen zurückzukehren. 
Der Papst versuchte klarzumachen, dass Friedrich nicht ihn, sondern die ganze Kirche bekämpfe. Als Beweis für Friedrichs Eidbrüche ließ er Urkunden verlesen, die wohl hauptsächlich Friedrichs Stellung als Lehnsmann der römischen Kirche für das Königreich Sizilien und seine Schenkungs- und Garantieerklärungen für das Patrimonium Petri in Erinnerung rufen sollten. Thaddaeus konterte die päpstlichen Angriffe mit Dokumenten, die nicht eingehaltene kirchliche Versprechungen dokumentierten. Seine Argumentation beeindruckte vor allem die englische Seite, die am ehesten für die kaiserliche Sache eintrat, während Spanien für die päpstliche war.
Auf der zweiten Vollversammlung wurden weitere Anklagepunkte präsentiert: Die Verfolgung der sizilischen Kirche, die häretischen Glaubensvorstellungen Friedrichs, insbesondere seine Kontakte zu sarazenischen Herrschern und sein angeblicher Verkehr mit Sarazenen-Mädchen, also sein unmoralischer Lebenswandel. Außerdem wurde die Gefangennahme von Prälaten, die zu einem von Gregor IX. nach Rom einberufenen Konzil reisen wollten, beklagt.  Thaddaeus versuchte, den Kaiser so gut wie möglich zu verteidigen und erreichte, dass Innozenz Friedrich die Möglichkeit einräumte, bis zum 17. Juli selbst vor dem Konzil zu erscheinen. 
Inzwischen sicherte sich der Papst die vollständige Zustimmung der Kardinäle zur Absetzung Friedrichs und sorgte wohl für die Formulierung der Absetzungsbulle. Außerdem ließ er 91 Urkunden, die Kaiser und Könige zugunsten der römischen Kirche ausgestellt hatten, allein 35 Privilegien Friedrichs II., zusammenstellen (Lyoner Transsumpte) und von 40 hochrangigen Konzilteilnehmern beglaubigen. Dies diente einerseits als Beweismittel gegen Friedrich, andererseits sollte dies die inzwischen erlangte Machtposition der römischen Kirche und ihre lehnsrechtlich begründete Oberherrschaft über eine stattliche Zahl europäischer Könige belegen.
Ohne auf Friedrich oder seine Gesandten zu warten, traf sich das Konzil am 17. Juli zu seiner Schlussversammlung. Innozenz verkündete die beschlossenen Konstitutionen und ließ die Lyoner Transsumpte verlesen. Noch einmal ergriff Thaddaeus das Wort und bezweifelte zahlreiche Privilegien, sah aber, dass die Absetzung des Kaisers unabwendbar war und fasste schon vorneweg die Gründe für die Ungültigkeit einer solchen Entscheidung zusammen. Die fehlende, ordnungsgemäße Ladung des Kaisers, die inhaltliche Unbestimmtheit der Klagepunkte, die Parteilichkeit des Papstes als Feind Friedrichs, seine Doppelrolle als Kläger und Richter.
Innozenz wies Thaddaeus’ Einwände sofort zurück mit der Bemerkung, er habe ja ein allgemeines Konzil vor sich, verkündete die Absetzung des Kaisers und schloss nach Verlesung der Absetzungsbulle das Konzil. Dem Konzil gestand er keinerlei Mitsprache bei seinem Vorgehen oder der Formulierung der Absetzungsurkunde zu. Ausdrücklich nicht mit Billigung, sondern in Gegenwart des Konzils, fiel seine Entscheidung, und er betonte später, das Konzil sei bloß der Feierlichkeit wegen präsent gewesen, er allein vollziehe aber die Verurteilung des Kaisers kraft seiner apostolischen Vollgewalt.
Innozenz hielt sich bei Begründung der Absetzung streng an die Kanonistik. Zur Sprache kamen nur die innerhalb des rechtlichen Rahmens relevanten Gesichtspunkte. Hatte Gregor VII. einst den Kaiser förmlich abgesetzt, so entzog Innozenz erstmals einem Gekrönten seine Ämter und Würden. Friedrich erkannte allerdings in der Folge diese Absetzung nicht an, er behielt die Kaiserwürde weiter bis zu seinem Tod, was ihm der Papst vor allem aufgrund fehlender Waffengleichheit nicht streitig machen konnte.

## Editionen und Übersetzungen
- Jürgen Miethke, Arnold Bühler (Hrsg.): Kaiser und Papst im Konflikt. Zum Verhältnis von Staat und Kirche im späten Mittelalter (= Historisches Seminar. Bd. 8). Schwann, Düsseldorf 1988, ISBN 3-590-18167-2 (enthält neben anderen Quellen die Absetzungsbulle und die Reaktion der kaiserlichen Kanzlei).
- Josef Wohlmuth (Hrsg.): Konzilien des Mittelalters. Vom ersten Laterankonzil (1123) bis zum fünften Laterankonzil (1512–1517) (= Dekrete der ökumenischen Konzilien. = Conciliorum Oecumenicorum Decreta. Bd. 2). Schöningh, Paderborn u. a. 2000, ISBN 3-506-79804-9.